# فرانز روت
فرانز روث (بالألمانية: Franz Roth) مواليد 27 أبريل 1946 في ميمينجين، هو لاعب كرة قدم ألماني دولي سابق كان يلعب كلاعب وسط. لعب خلال مسيرته 371 مباراة سجل خلالها 73 هدفاً.

## المسيرة الاحترافية

### أندية لعب لها
- بايرن ميونخ
- ريد بل زالتسبورغ
- نادي ساندهاوزن

## روابط خارجية
- فرانز روث على موقع الاتحاد الأوربي (الإنجليزية)
- فرانز روث على موقع قاعدة بيانات كرة القدم.إي يو (الإنجليزية)
- فرانز روث على موقع بيانات كرة القدم. دي إي (الألمانية)
- فرانز روث على موقع ناشيونال فوتبول تيمز (الإنجليزية)
- فرانز روث على موقع عالم كرة القدم.نت (الإنجليزية)